# Jüdisches Gemeindehaus (Berlin)
Das Jüdische Gemeindehaus im Berliner Ortsteil Charlottenburg ist ein denkmalgeschütztes Gebäude. Es steht wie kein anderes Gebäude als Symbol für den Neuanfang Jüdischen Lebens in Berlin nach dem Zweiten Weltkrieg und dem Holocaust.

## Geschichte

### Synagoge Fasanenstraße

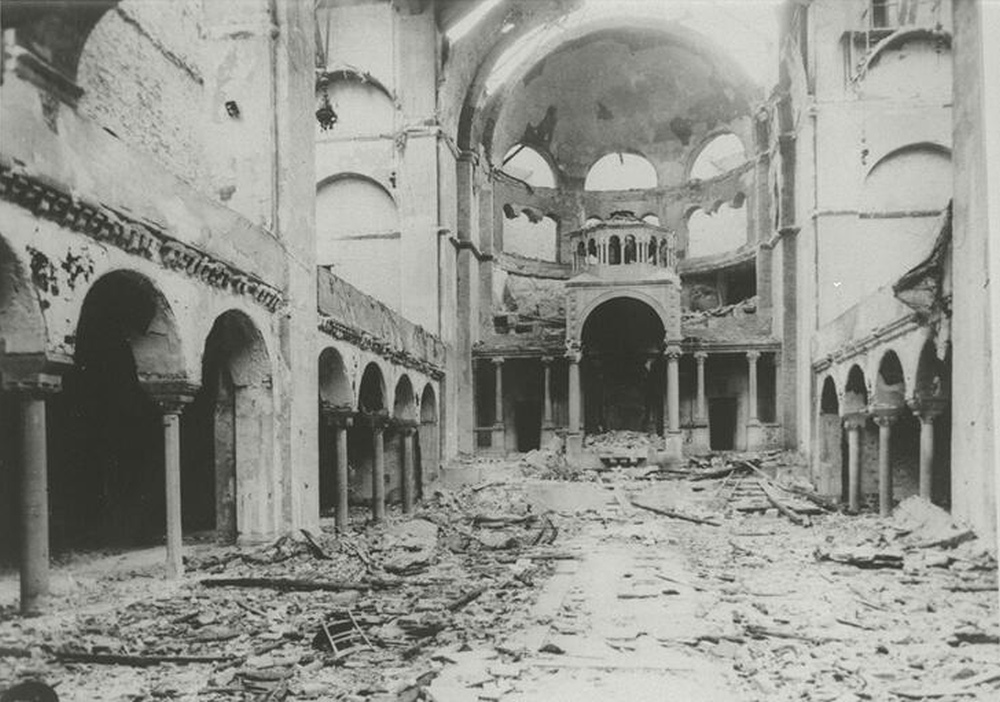
Zerstörte Synagoge Fasanenstraße

Die Jüdische Gemeinde beschloss im Oktober 1905 das Grundstück in der Fasanenstraße 79/80 zu erwerben um darauf eine Synagoge für die schnell wachsende Gemeinde im vornehmen Berliner Westen zu errichten und damit dem Repräsentationsbedürfnis der Gemeinde Rechnung zu tragen. Für den Bau wurde 1907 ein Architekturwettbewerb ausgeschrieben, der drei erste Preise hervorbrachte, die den Architekten Ehrenfried Hessel (Berlin), C. F. W. Leonhardt (Frankfurt am Main) und Heger & Franke zugesprochen wurden. Trotz historischer Rückgriffe zeigt Hessels Entwurf eine deutliche Abkehr von den zuvor errichteten Synagogen mit ihrer gezielten Rezeption eines national interpretierten Mittelalters. Dass Hessel dabei einer im jüdischen Kultbau immer stärker werdenden Grundeinstellung folgte, geht auch aus dem Ergebnis des Wettbewerbs hervor: Architekten wie Cremer & Wolffenstein, die zwei Jahrzehnte lang den Berliner Synagogenbau geprägt hatten, kamen nicht einmal in die engere Auswahl des Preisgerichts. 1910 begann die Bauausführung unter Leitung des Gemeindebaumeisters Johann Hoeniger. Am 26. August 1912 wurde die Synagoge Fasanenstraße eingeweiht.
Bei den Novemberpogromen 1938 wurde sie in Brand gesteckt und 1943 bei Luftangriffen weiter zerstört. Im August 1939 wurde die Jüdische Gemeinde gezwungen das Grundstück für 350.000 Reichsmark an die Reichspost zu verkaufen. Die Gemeinde hatte ebenfalls die Versicherungssumme der Feuersozietät an die Reichspost abzutreten, die ihr durch die Schäden vom 9. November 1938 zustand. 1957/1958 wurde die Ruine, wie auch andere Synagogen-Ruinen in Berlin, abgerissen, weil es nach dem Holocaust nicht für möglich gehalten wurde, dass in Deutschland je wieder eine Synagoge dieser Größenordnung benötigt werden könnte.

### Neubau des Gemeindehauses

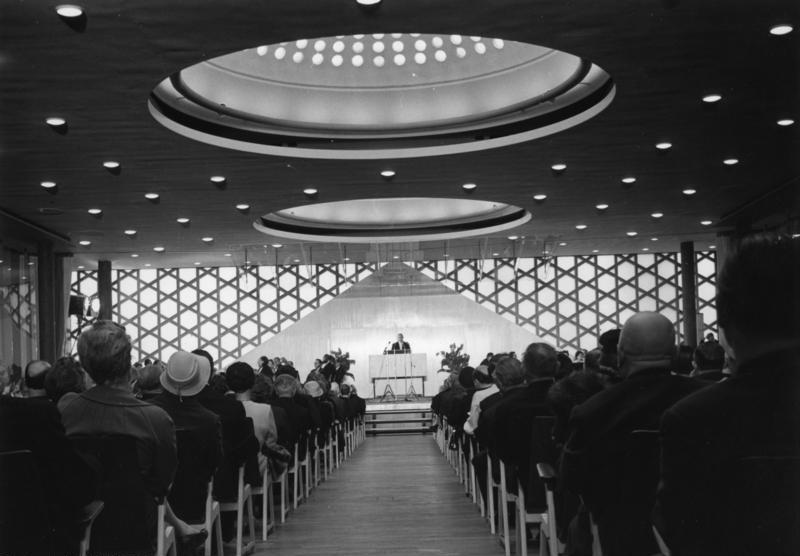
Eröffnungsfeier am 27. September 1959

Im Berliner Untergrund hatten ca. 1400 Berliner Juden die Verfolgungen überlebt und aus den Vernichtungslagern kamen rund 1900 Überlebende nach Berlin zurück, sodass die ersten jüdischen Gottesdienste nach dem Zweiten Weltkrieg bereits im Sommer 1945 stattfanden. Zudem hatte sich parallel zur Teilung Berlins 1953 die Teilung der Jüdischen Gemeinde vollzogen: Ein kleiner Teil der Mitglieder blieb im damaligen Sowjetischen Sektor, während der größere Teil in die westlichen Sektoren übersiedelte. Die traditionellen Räumlichkeiten der Gemeindeverwaltung in der Oranienburger Straße lagen nun in Ost-Berlin. Ab 1953 zog deshalb die Verwaltung der Westgemeinde in das Jüdische Krankenhaus in die Iranische Straße. Für große Veranstaltungen wurde der Saal des ehemaligen Logenhauses in der Joachimsthaler Straße 13 genutzt, in dem sich heute die Orthodoxe Synagoge Joachimsthaler Straße befindet.
Im Jahr 1954 wurde das Grundstück, zu dessen Verkauf sie 1939 gezwungen worden war, an die jüdische Gemeinde restituiert. Am 9. November 1956 fand ein Treffen von Vertretern der Jüdischen Gemeinde und der Stadt Berlin statt, woraufhin das Abgeordnetenhaus 1957 beschloss, den Abriss der alten Synagoge und den Aufbau eines neuen jüdischen Gemeindezentrums zu finanzieren. Hierzu wurde ein Architekturwettbewerb ausgelobt, an dem sieben Berliner Architekten, ein israelischer und ein Frankfurter Architekt sowie das Bochumer Architekturbüro Dieter Knoblauch und Hans Heise teilnahmen.
Bereits drei Wochen nach Ablauf der Abgabefrist, am 15. Januar 1958, wurden die Architekten Dieter Knoblauch und Hans Heise am 5. Februar 1958 mit dem Bau beauftragt. Sie hatten 1959 ebenfalls die Neue Synagoge in Essen entworfen. Die Abbrucharbeiten der alten Synagoge dauerten von 1957 bis zum 29. Mai 1958, aber die Grundsteinlegung für den Neubau erfolgte bereits am 10. November 1957, 19 Jahre nach der Zerstörung der alten Synagoge, durch den Vorsitzenden der Jüdischen Gemeinde Heinz Galinski und den kurz zuvor gewählten Regierenden Bürgermeister Willy Brandt. Zur feierlichen Zeremonie sang der Kantor der Jüdischen Gemeinde Estrongo Nachama und der Chor der Synagoge Pestalozzistraße.
Am 10. November 1958, ein Jahr nach der Grundsteinlegung und 20 Jahre nach Schändung der alten Synagoge wird das Richtfest gefeiert, zu dem wiederum Galinski und Brandt sprechen.
Am 27. September 1959 übergab Willy Brandt den Neubau feierlich an die Jüdische Gemeinde, indem er im Großen Saal symbolisch den Schlüssel an Heinz Galinski überreichte. Anwesend waren dabei hohe Vertreter des Senats von Berlin, der Bundesregierung, der Westalliierten und viele Mitglieder der Jüdischen Gemeinde. Brandt sagte:

„In der Fasanenstraße, auf dem Platz, an dem einst eine der großen Synagogen von Berlin stand, soll dieses Gemeindehaus zeugen dafür, dass unsere jüdischen Mitbürger in Berlin ein vollwertiger Teil unseres städtischen Gemeinwesens sind. Zugleich soll es ein Mahnmal sein für kommende Generationen, was hier an Verbrechen geschah.“

Dass das jüdische Leben in Deutschland noch nicht so recht in das Selbstverständnis der Deutschen zurückgekehrt war, zeigt sich unter anderem am Glückwunschtelegramm des damaligen Bundespräsidenten Heinrich Lübke, der schrieb:

„Die Jüdische Gemeinde in Berlin beglückwünsche ich zur Einweihung ihres in der Fasanenstraße wiedererstandenen Gemeindezentrums. Mein Vorgänger im Amt, unser verehrter Professor Dr. Theodor Heuss, hat in seinem an Sie gerichteten Schreiben den unseligen 9. November 1938 als einen Tag des Verbrechens und der Rechtswidrigkeiten gebrandmarkt. Die Wiedererrichtung des Gemeindezentrums ist ein ermutigendes Zeichen für die fortschreitende Festigung der neuen Gemeinden unserer jüdischen Mitbürger. Mit der Rückkehr der Jüdischen Gemeinde in die Fasanenstraße verbinde ich die Hoffnung, dass unser Zusammenleben wieder zu jener Selbstverständlichkeit werden möge, die die Nachbarschaft von Deutschen und Juden gerade auch auf Berliner Boden auszeichnete, bevor ein barbarischer Geschichtsabschnitt beide Völker heimgesucht hat.“

Lübke spricht hier von zwei Völkern, den Deutschen und den Juden, und jenem unseligen 9. November, einem barbarischen Geschichtsabschnitt, der wie ein Naturereignis über beide Völker gekommen ist.

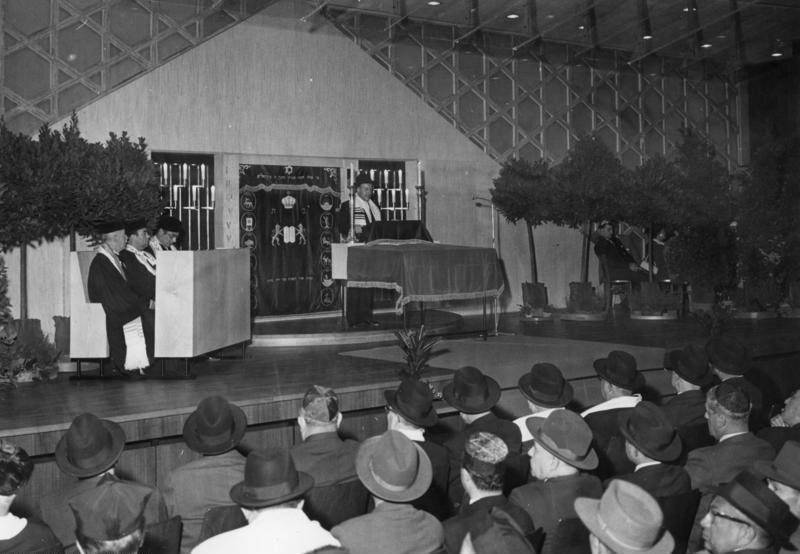
Religiöse Einweihung am 1. Oktober 1959

Zur Einweihung erschien auch eine vom Vorstand der Gemeinde herausgegebene Festschrift mit dem Titel Jüdisches Gemeindehaus Berlin – Geschichte der Juden in Berlin und des Gebäudes Fasanenstraße 79/80, in der der Vorstand in seinem Grußwort die Hoffnung ausdrückt, dass

„[…] es im neuen Hause und durch sein Vorhandensein auch zu einer Aktivierung bewußt jüdischen Lebens kommen wird. Aber ebenso zu unbefangenen und aufrichtigen Gesprächen mit der nichtjüdischen Umwelt.“

Am 9. November 1959 wurde schließlich die Gedenkstätte mit der Gedenkwand mit den Namen der Konzentrations- und Vernichtungslager eingeweiht. Hier werden an jedem 9. November Gedenkveranstaltungen für die Opfer des Nationalsozialismus abgehalten. Im Rahmen von Umbauarbeiten wurde sie 2002 auf den Vorhof verlegt.

### Versuchter Bombenanschlag
Am 9. November 1969 wollte die linksextreme Terrorgruppe Tupamaros West-Berlin einen Bombenanschlag auf die Gedenkveranstaltung zu den Novemberpogromen von 1938 verüben. Die Bombe, die nach Angaben der Berliner Polizei viele Opfer unter den 250 Teilnehmern gefordert hätte, zündete jedoch nicht. Sie war von Peter Urbach geliefert worden, einem V-Mann des West-Berliner Verfassungsschutzes in der linken Szene. Die Bombe wurde am nächsten Tag von einer Putzfrau entdeckt. Unter den Anwesenden befanden sich auch der Regierende Bürgermeister von Berlin Klaus Schütz und der Vorsitzende der jüdischen Gemeinde Heinz Galinski.

## Architektur

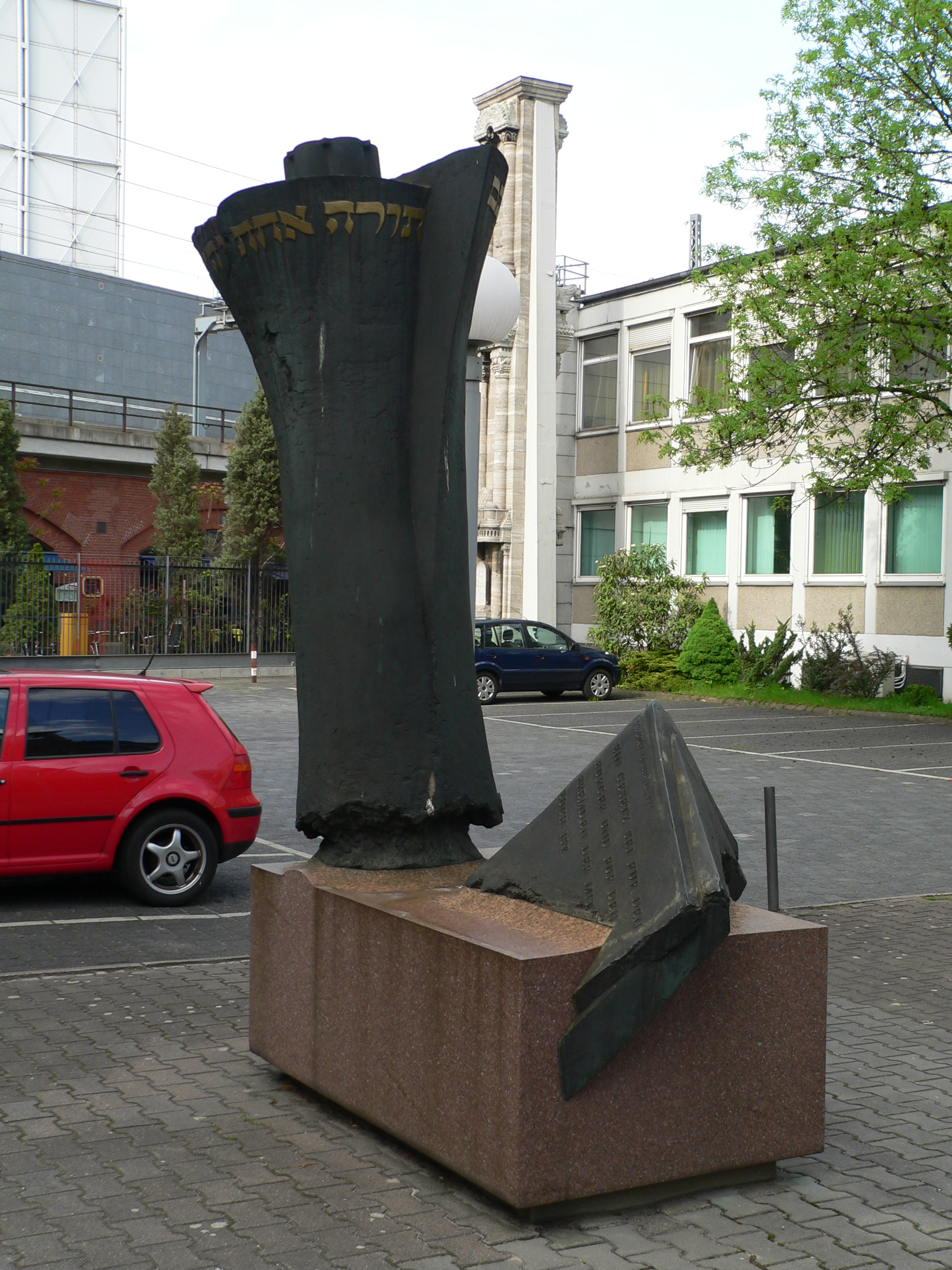
Torarolle von Richard Heß

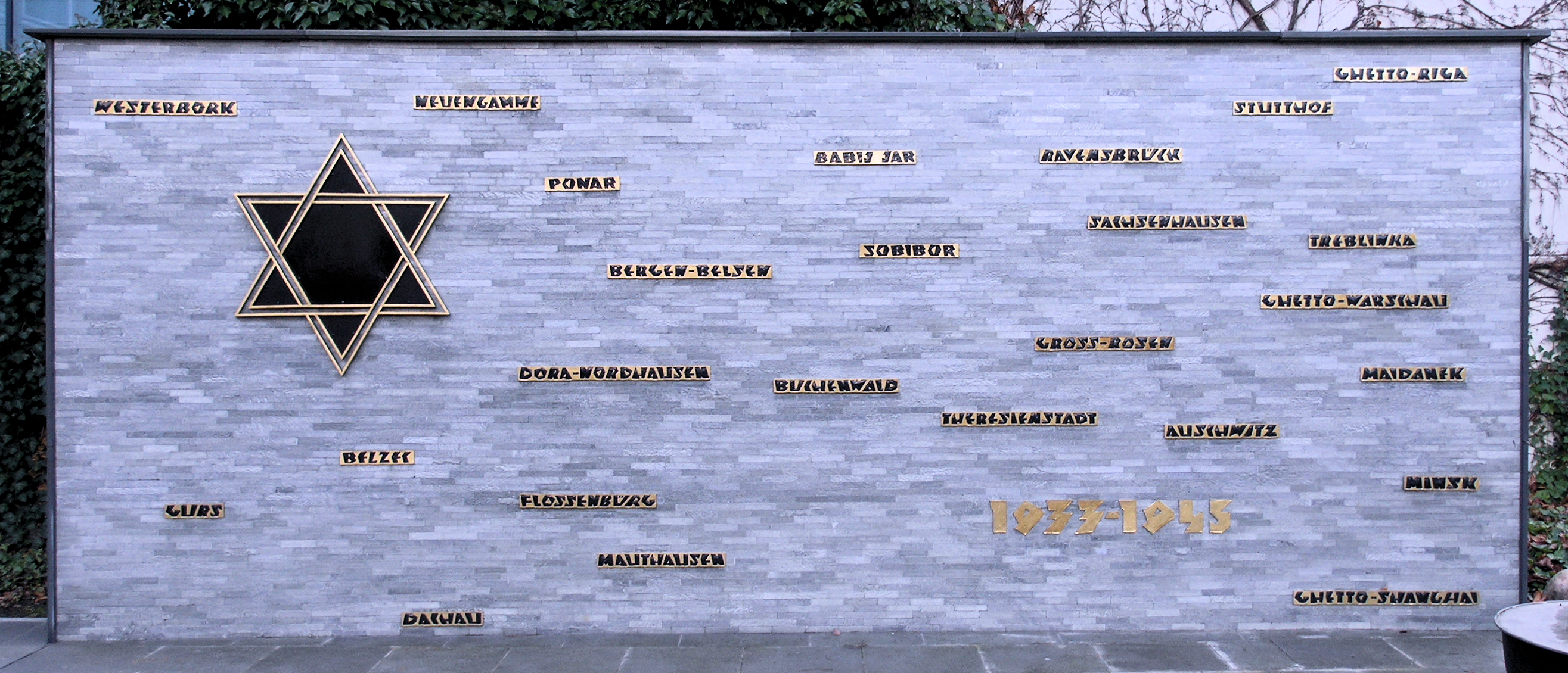
Gedenkwand

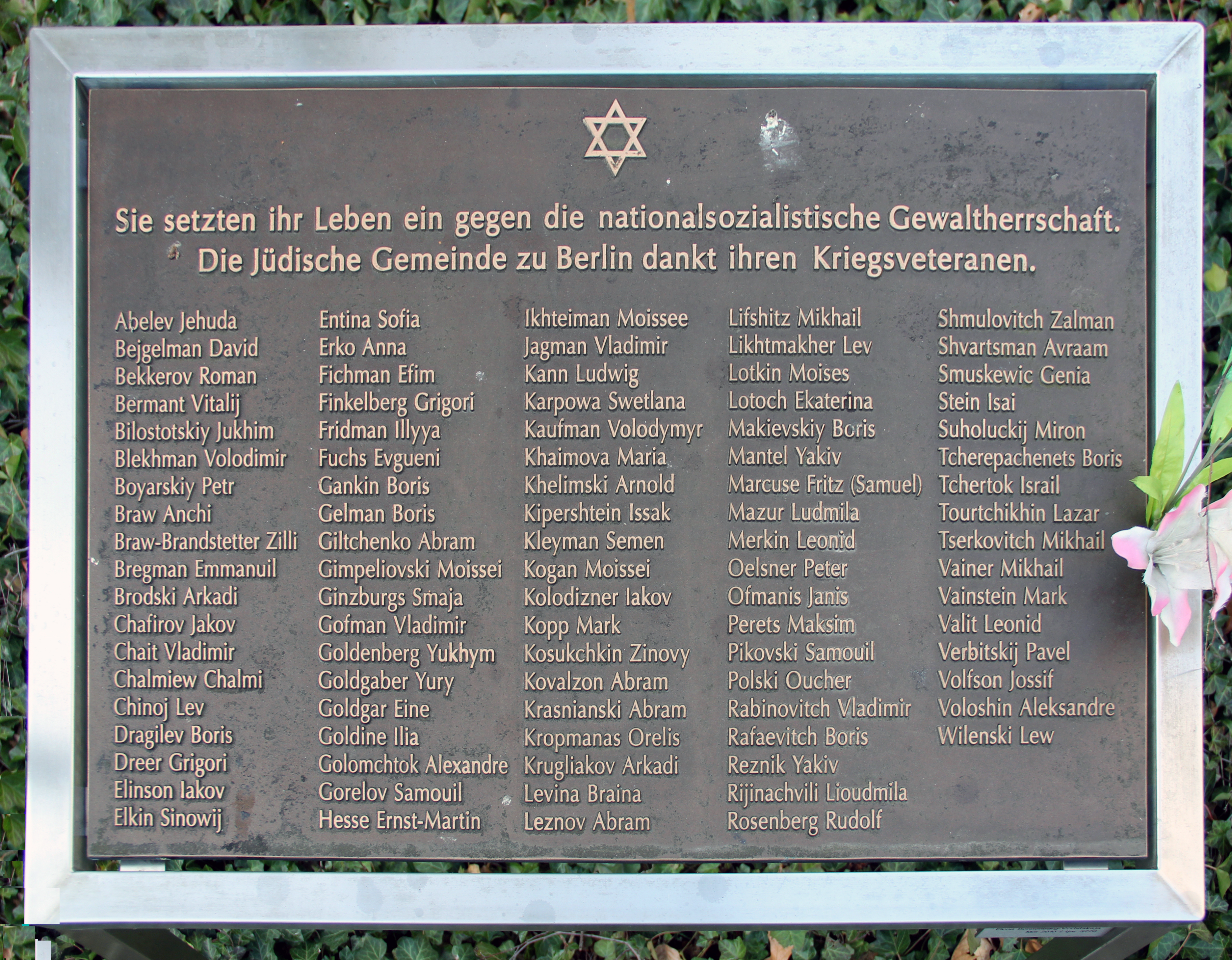
Ehrentafel

Der durch die Bochumer Architekten Dieter Knoblauch und Hans Heise im Stil der Nachkriegsmoderne erbaute Stahlbetonbau erinnert an das 1957 von Bruno Grimmek errichtete Amerika-Haus, das kaum 500 Meter entfernt in der Hardenbergstraße liegt. Das Gebäude besteht aus dem großen Saalbau und dem langgestreckten Verwaltungsteil, die kreuzförmig angeordnet sind. Das Eingangsportal befindet sich im rechten Gebäudeteil und ist über die vorgelagerte breite Freitreppe zu erreichen. Es wird von den Resten der Portalbekrönung der alten Synagoge dominiert. Der 700 Personen fassende rechteckige Mehrzwecksaal ist das Herzstück des Hauses. Mit seinen drei Oberlichtkuppeln erinnert der fensterlose Saalbau an die zerstörte Synagoge. Die Rückseite ist mit einem Raster von Davidsternen versehen, wodurch nach der Intention der Architekten das Gebäude als ein jüdisch genutztes Bauwerk erkennbar sein soll. Der Verwaltungstrakt wird am nördlichen Ende durch die freistehenden Reste zweier Strebepfeiler der alten Synagoge abgeschlossen, die man rückseitig gegeneinander gestellt hat, und die so eine freistehende Mahnsäule bilden.
Im Foyer des denkmalgeschützten Gemeindehauses befinden sich eine Büste von Moses Mendelssohn (1729–1786) sowie Gedenktafeln für den ermordeten Außenminister der Weimarer Republik Walther Rathenau, den ehemaligen Gemeindevorsitzenden Heinrich Stahl (1868–1942), den einstigen Vorsitzenden des Centralvereins deutscher Staatsbürger jüdischen Glaubens Otto Hirsch (1885–1941), die Gründerin der Kinder- und Jugend-Alijah Recha Freier (1892–1984) sowie die Sänger Richard Tauber (1891–1948) und Joseph Schmidt (1904–1942). Eine Messingtafel erinnert an den VIII. Deutschen Distrikt des unabhängigen Ordens B’nai B’rith (Söhne des Bundes U.O.B.B.).
Im Vorhof trägt eine Gedenkwand die Namen von 22 Ghettos, Internierungs-, Konzentrations- und Vernichtungslagern, davor brennt eine Ewige Flamme.
Ebenfalls im Vorhof wurde 1987 ein Mahnmal von Richard Heß in Form einer stilisierten Torarolle aufgestellt, die an die Juden als nicht gleichberechtigte Fremde während der Nazizeit erinnert. Das Zitat neben der Gestalt der Torarolle ist: „Ein Gesetz sei für den Bürger und für den Fremden, der mitten unter euch ist.“ Es stammt aus dem Vierten Buch Mose, 15:16.
Im Vorhof steht seit 2010 eine Ehrentafel des Dankes an die Kriegsveteranen der jüdischen Gemeinde mit dem Vermerk: „Sie setzten ihr Leben ein gegen die nationalsozialistische Gewaltherrschaft“.
Während die ehemalige Synagoge in die Häuserfront der Fasanenstraße eingebaut war, ist das Gemeindehaus rund 20 Meter gegenüber der Straßenfront zurückversetzt. Hierdurch entsteht ein Vorhof, auf dem die Torarolle, die Gedenkwand und die Ehrentafel stehen. Ein Teil wird als Parkplatz genutzt.

## Nutzung
Das Haus war von 1959 bis 2006 der Sitz der Jüdischen Gemeinde Berlin. Im Juli 2006 verlegte diese ihren Sitz vollständig in das Centrum Judaicum im Bezirk Mitte. Heute beherbergt es die am 12. März 1962 auf Initiative von Heinz Galinski gegründete Jüdische Volkshochschule, eine der größten jüdischen Fachbibliotheken des Landes, einen Seniorentreff und das koschere Restaurant „Arche Noah“. Der Große Saal wird für Veranstaltungen, Ausstellungen und Versammlungen benutzt, aber auch für Familienfeierlichkeiten wie Hochzeiten oder Trauerfeiern oder zu jüdischen Feiertagen. Jährlich im November finden seit 1986 in den Räumlichkeiten die Jüdischen Kulturtage mit Musik-, Literatur- und Diskussionsveranstaltungen statt, die jeweils eine andere Stadt als thematischen Schwerpunkt haben. Der Saal wird auch als Betraum genutzt.
Im Rahmen der Jüdischen Kulturtage 2009 wurde eine von Esther Slevogt erarbeitete Ausstellung zur 50-jährigen Geschichte des Jüdischen Gemeindehauses gezeigt, zu der auch die Broschüre Aufgebaut werden durch Dich die Trümmer der Vergangenheit: Das jüdische Gemeindehaus in der Fasanenstraße erschien.